# Динамо (футбольний клуб, Бійськ)
ФК «Дина́мо» Бійськ (рос. Футбольный клуб «Динамо Бийск») — російський футбольний клуб із міста Бійськ, заснований у 1998 році. Виступає в Аматорській лізі. Домашні матчі приймає на стадіоні «Прогрес», потужністю 7 000 глядачів.